# Bahnar
I Bahnar (o anche Ba Na) sono un gruppo etnico del Vietnam, con una popolazione totale di circa 160.000 individui.
Parlano una lingua del ceppo linguistico Mon-Khmer. Come molti degli altri gruppi etnici degli altopiani centrali del Vietnam, i Bahnar suonano tantissimi strumenti musicali tradizionali, compresi i gong cinesi e gli strumenti fatti col bambù. 
Tra il 1888 ed il 1890 con i Sedang e Rengao furono riuniti dall'avventuriero francese Marie-Charles David de Mayrena nel regno di Sedang. Il piccolo regno ebbe breve vita, venendo successivamente occupato dalle truppe coloniali francesi.